# 7人制ラグビー女子ブラジル代表
7人制ラグビー女子ブラジル代表（英語: Brazil women's national rugby sevens team）は、国際大会に派遣される7人制ラグビーの女子ブラジル代表チームである。愛称は「ラス・ヤラス (Las Yarras)」。
ワールドラグビーセブンズシリーズ、ラグビーワールドカップセブンズなどに出場している。

## 歴史
2016年、ワールドラグビーセブンズシリーズに初昇格。
その後同年、リオ五輪に開催国として出場。

## 成績

### 夏季オリンピック
| 年   | ラウンド             | 順位 | 試 | 勝 | 負 | 分 |
| ---- | -------------------- | ---- | -- | -- | -- | -- |
| 2016 | プレートラウンド敗退 | 9位  | 5  | 3  | 2  | 0  |
| 2021 | 予選ラウンド敗退     | 11位 | 5  | 1  | 4  | 0  |
| 2024 | 予選ラウンド敗退     | 10   | 5  | 1  | 4  | 0  |
| 計   | 優勝 0 回            | 3/3  | 15 | 5  | 10 | 0  |

### ラグビーワールドカップセブンズ
| 年   | ラウンド                         | 順位 | 試 | 勝 | 負 | 分 |
| ---- | -------------------------------- | ---- | -- | -- | -- | -- |
| 2009 | ボウル準優勝                     | 10   | 6  | 3  | 3  | 0  |
| 2013 | ボウル準々決勝敗退               | 13   | 4  | 1  | 3  | 0  |
| 2018 | チャレンジトロフィー準々決勝敗退 | 13   | 4  | 2  | 2  | 0  |
| 2022 | 11位決定戦勝利                   | 11   | 4  | 2  | 2  | 0  |
| 計   | 優勝 0回                         | 3/3  | 18 | 8  | 10 | 0  |

### ワールドセブンズシリーズ
- ※コアチームとして在籍したシーズンのみ
- 2016-2017シーズン - 11位(降格)
- 2019-2020シーズン - 12位
- 2021-2022シーズン - 11位
- 2022-2023シーズン - 11位
- 2023-2024シーズン - 10位

## 直近大会の代表スコッド
パリ2024五輪スコッド
1. マリアナ・ニコラウ
2. ルイザ・カンポス (C)
3. タリア・コスタ
4. レイラ・ドスサントスシウバ
5. ジゼレ・ゴメスドスサントス
6. タリア・コスタ
7. ヤスミム・ソアレス
8. マリナ・フィオラバンチコスタ
9. ガブリエラ・リマ
10. ラケル・コシャン
11. ビアンカ・シウバ
12. マルセル・ソウザ

(C)はキャプテン